# Schutzmannschaft 202
Il Battaglione Schutzmannschaft 202 fu un battaglione di polizia ausiliario collaborazionista creato nel Governatorato Generale durante la seconda guerra mondiale. Era composto da 360 coscritti sotto la leadership tedesca. L'unità fu creata a Cracovia il 27 marzo 1942, con il reclutamento iniziato a maggio con solo due uomini polacchi che si offrirono volontari. Di conseguenza, i tedeschi ricorsero alla coscrizione dalla regolare polizia cittadina polacca chiamata Einheimische Polizei. Una volta in Volinia, il battaglione fu stanziato a Łuck. Poco dopo, nei dintorni di Kostopol, metà dei membri disertò nella resistenza polacca dalla 27ª divisione di fanteria dell'esercito, in difesa della popolazione polacca nativa contro i massacri dell'UPA, e commise anche una serie di crimini contro la popolazione civile, partecipando alla pacificazione dei villaggi ucraini. Ulteriori 60 polacchi furono radunati e giustiziati dai nazisti con l'accusa di ammutinamento.

## Contesto storico

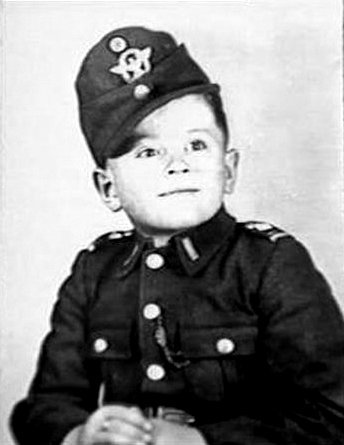
Henryk Slotwinski— "Bambino mascotte" del battaglione Schutzmannschaft 202

Durante la formazione, il battaglione fu di stanza a Cracovia. Il suo primo comandante fu il capitano Tschnadel, i membri indossavano le uniformi verdi dell'Orpo e ricevettero i fucili Mauser 98 prima del trasferimento nella Polonia orientale occupata, con l'intenzione di combattere i partigiani sovietici dietro la prima linea dell'Operazione Barbarossa. Tutti i battaglioni ausiliari di polizia Schutzmannschaften furono formati dai tedeschi con abitanti dei territori occupati nel Governatorato Generale come supporto per la Sicherheitspolizei tedesca, la polizia di sicurezza, che era a corto di personale. A un certo punto, il numero di poliziotti arruolati nella Polonia orientale occupata includeva 5.000-12.000 ucraini e 2.000-2.200 polacchi, per lo più contrapposti.
Identificato da Grzegorz Motyka come Polnisches Schutzmannschafts bataillon 202, al momento del trasferimento in Volinia e Podolia, l'unità divenne subordinata alla Schutzpolizei tedesca. Il reclutamento iniziale dei volontari a Cracovia raccolse solo 2 uomini, il reclutamento forzato tedesco tra i membri professionisti della Polizia Blu nella città decimò la forza essenziale nella lotta ai crimini contro la proprietà e al banditismo, crimine che salì alle stelle dopo l'invasione della Polonia del 1939.
Il maggiore tedesco Walery Sauermann fu nominato comandante dell'unità sul campo, i tedeschi formarono tutti gli ufficiali, ma nel novembre 1943 più della metà del battaglione disertò. Contando tutti i volini Schutzmannschaften (non solo il battaglione 202) almeno 700 polacchi addestrati dai tedeschi si unirono alla 27ª divisione dell'Armia Krajowa, altri 60 polacchi furono giustiziati per ammutinamento a Jarmolińce. Uno dei motivi più comune tra i polacchi per unirsi all'unità era il desiderio di offrire protezione ai civili contro l'ondata di massacri di polacchi in Volinia. In effetti, questa particolare unità era l'unica partecipante polacca addestrata dai tedeschi alle operazioni contro l'OUN-UPA.
Il battaglione fu praticamente distrutto in combattimento con l'Armata Rossa all'inizio del 1944. I resti dell'unità furono trasferiti a Leopoli. Ufficialmente il battaglione è stato sciolto l'8 maggio 1944. Il battaglione era armato con fucili Mauser 98K e fucili mitragliatori MP38 e MP41. Si ritiene che alcuni dei suoi ex membri si siano successivamente uniti alla Polizia Blu nel Governatorato Generale.